# Gråsälsstenarna (i Bergöfjärden, Malax)
Gråsälsstenarna är klippor i Finland.   De ligger i landskapet Österbotten, i den västra delen av landet, 400 km nordväst om huvudstaden Helsingfors.
Terrängen runt Gråsälsstenarna är mycket platt. Havet är nära Gråsälsstenarna åt nordväst.  Närmaste större samhälle är Malax, 13,2 km öster om Gråsässtrenarna. 